# Бангкок–Суварнабхумі
13°40′52″ пн. ш. 100°44′50″ сх. д. / 13.68111° пн. ш. 100.74722° сх. д.
Суварнабхумі або Суваннапум (тай. สุวรรณภูมิ — «золота земля», англ. Suvarnabhumi, SBIA) — новий міжнародний аеропорт Бангкока, найбільший аеропорт Таїланду, один з найбільших авіавузлів в Південно-Східній Азії. Почав експлуатуватися з 28 вересня 2006 року. Розташований на схід від Бангкоку, по дорозі на Банг На (Bang Na), в тамбоні Рача Тхеві округу Банг Пхлі провінції Самутпракан.
Аеропорт є головним хабом для авіакомпаній Thai Airways International, Bangkok Airways, Orient Thai Airlines, PBair, а також важливим пунктом призначення для авіакомпаній «АК CI», Cathay Pacific, Emirates, EVA Air, Air India і SriLankan Airlines. Був також головним хабом Thai AirAsia, яка з 1 жовтня 2012 року перенесла свої операції в Донмианг.
Аеропорт Суванапум побудований з метою замінити колишній аеропорт Донмианг. Спочатку планувалося перенести в новий аеропорт всі регулярні рейси зі старого, а Донмианг закрити, проте через декілька років бездіяльності та роботи як запасного аеродрому та аеродрому приватної авіації, щодо Донмиангу було прийнято рішення знову почати використовувати його як другий аеропорт столиці, і частково розвантажити Суванапум від лоукост-компаній.
На відміну від старого аеропорту, Суванапум зручний тим, що в ньому немає поділу на міжнародний та місцевий термінали. Аеропорт приймає всі регулярні та чартерні рейси. З аеропорту можна виїхати на рейсових автобусах як в Бангкок (зокрема й в аеропорт Донмианг), так і в сусідні провінції та міста, в тому числі Паттая, Бангкхла, Банчанг, Чантхабурі, Трат, Аран'япратхет, Нонгкхай.
Діє швидкісна лінія залізничного експресу, що з'єднує аеропорт з міською лінією надземного метро (MRT), і дозволяє добратися до аеропорту з міста протягом 17 хвилин.

## Назва
Під час проектування та будівництва аеропорт носив назву «Нонг Нгухау» (тай. หนอง งูเห่า), «болото кобр». Перед відкриттям аеропорту король Пуміпон Адульядет присвоїв йому назву легендарного царства «Суванапум» («Золота земля»), що згадується в низці стародавніх джерел (в Таїланді популярна версія про те, що «Золота земля» була розташована на його нинішній території).
Вимова «Суванабхумі» властива санскриту; «Суванапум» — палі. У тайській мові, при тому, що написання สุวรรณภูมิ слідує традиції точної передачі санскритських слів, вимова пристосована до фонетики цієї мови: /sùwānnáp ʰ ū ːm/ («Суваннапум»).

## Історія

### Земельна ділянка та початок будівництва

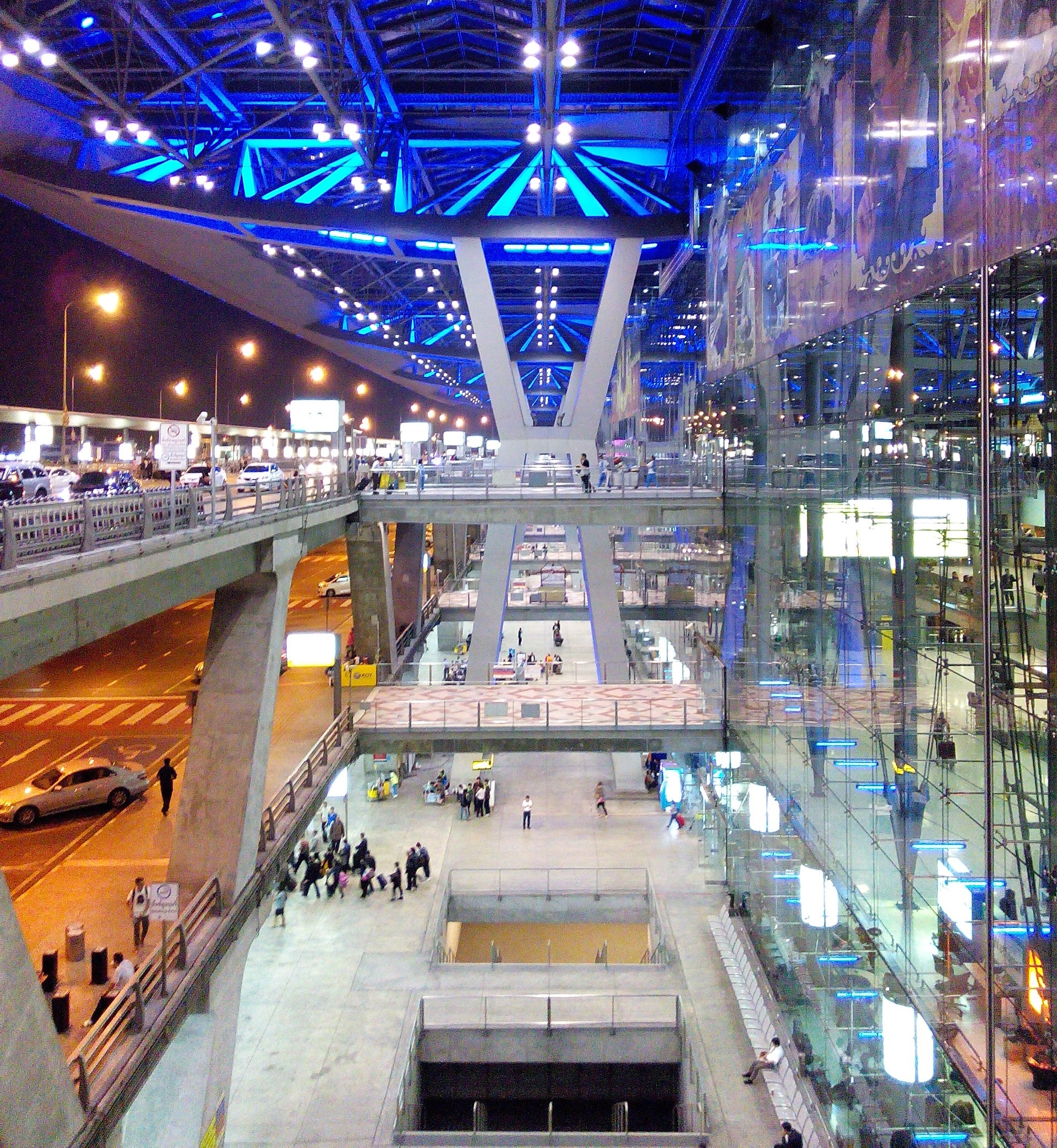
Аеропорт Суварнабхумі

1973 року військовий уряд Таном Кіттікачона викупив у провінції Самут Пракан болотисту територію площею 20 000 рай (32 км²), відому як «Болото кобр» з метою побудувати на ній новий аеропорт. 14 жовтня того ж року відбулися студентські заворушення, військовий уряд було скинуто, й проект відклали. Проект кілька разів «спливав» та знову «забувався», аж нарешті 1996 року було створено «Компанію нового бангкокського міжнародного аеропорту» (англ. New Bangkok International Airport, NBIA) зі статутним капіталом 10 млрд. бат. Через період політичної та економічної нестабільності, і зокрема, через Азійську фінансову кризу 1997 року будівельні роботи відкладалися ще протягом 6 років. У цей період, з 1997 по 2001 рік, було проведено осушення болота.
Лише 2002 року уряд Таксина Чинавата заявив про відновлення будівництва аеропорту, необхідного для розвитку економіки, туризму та інших сфер життя країни. Було прийнято план робіт з будівництва. Роботи розпочалися в січні 2002 року.
2005 року «Компанія нового бангкокського міжнародного аеропорту» була ліквідована, а її функції перебрала на себе публічна компанія «Аеропорти Таїланду» (тай. บริษัท ท่าอากาศยาน ไทย จำกัด (มหาชน), англ. Airports of Thailand PLC), створена 2002 року.

### Фінансування
Внесок компанії «Аеропорти Таїланду» у будівництво аеропорту становив 30 %, решту 70 % фінансування було отримано від Японського банку міжнародного співробітництва (яп. 国际 协力 银行, англ. Japan Bank for International Cooperation, JBIC). Закупівлі для аеропорту здійснювалися за суворими нормам ЯБМС щодо прозорості та відкритості. Така участь японського банку обумовлено тим, що, незважаючи на популістські заяви про те, що аеропорт будується заради пасажирів, важливу роль зіграла потреба японських та тайських компаній-експортерів в цілодобово діючому аеропорту, пов'язаному з Бангкоком, промисловими підприємствами та портом Лем Чабанг, пов'язаними з аеропортом сучасними автомагістралями.

### Спорудження
Термін відкриття аеропорту був призначений на 29 вересня 2005 року, однак внаслідок численних перевищень бюджету, помилок у будівництві та звинувачень в корупції будівництво затяглося.
Ще однією проблемою стало повір'я про те, що в аеропорту часто з'являються духи, а також привиди, яких нібито «бачили» забобонні працівники. 23 вересня 2005 року була проведена церемонія, під час якої 99 буддистських ченців виспівували молитви, що мали умиротворити цих духів.

### Проби та офіційне відкриття
29 вересня 2005 (початковий термін відкриття аеропорту) були проведені символічні випробувальні польоти з використанням двох літаків авіакомпанії «Тайські авіалінії».
Повноцінна пробна експлуатація аеропорту з пасажирами була проведена 3 і 29 липня 2006 року на внутрішніх рейсах шістьма авіалініями: «Тайські авіалінії», «Нок Ер», «Тай Ер-Ейчіа», «Бангкок Ер», «ПБ-Ер» і «Ван-ту-о Ерлайн». 4800 пасажирів вилетіли з аеропорту 24 рейсами. 29 липня прем'єр-міністр Таксин Чинават взяв участь у символічній церемонії, вилетівши зі старого аеропорту Дон Мианг в новий аеропорт Суварнабхумі.
Перші випробувальні польоти в міжнародному сполученні було проведено 1 вересня 2006 року. Два літаки «Тайських авіаліній», Боїнг-747-400 і Аеробус-А300-600, о 9:19 одночасно вилетіли з аеропорту в Сінгапур та Гонконг. О 15:50 ці ж літаки прилетіли назад та виконали одночасне приземлення на злітно-посадкових смугах 19L і 19R. Ці випробувальні польоти показали готовність аеропорту впоратися з великим потоком літаків.
15 вересня 2006 року аеропорт почав працювати в обмеженому обсязі, обслуговуючи три щоденні рейси «Авіаліній Джетстар-Азія» у Сінгапур та деякі внутрішні рейси «Тайських авіаліній» у Пхітсанулок, Чіангмай та Убонратчатхані. 21 вересня до них приєдналася компанія «Бангкок Ер», 25 вересня — «Тай Ер-Ейчіа», 26 вересня — «Нок Ер».
Під час випробувань аеропорт використовував тимчасовий код, призначений ІАТА, — NBK.
Аеропорт Суванапум офіційно відкрився о 3:00 28 вересня 2006 року, перейнявши всі рейси з аеропорту Дон Мианг. З цього моменту код NBK був скасований, а код BKK перейшов до нового аеропорту, тоді як Дон Миану було присвоєно ім'я DMK.
Першим рейсом, що прибув до аеропорту, став вантажний рейс LH8442 компанії «Люфтганза Карго» з Мумбаї о 3:05. Перший рейс комерційної авіації о 3:30 належав «Японським авіалініям». Першим пасажирським рейсом, що прибув до Суварнабхумі став рейс VV171 «Аеросвіту» з Києва о 4:30.
Першим рейсом, що вилетів з аеропорту, став рейс SV-984 «Авіаліній Саудівської Аравії» у Ер-Ріяд о 5:00. «Аеросвіту» належав і перший пасажирський рейс, що вилетів з аеропорту, це був рейс VV172 до Києва о 5:30.

## Технічні дані

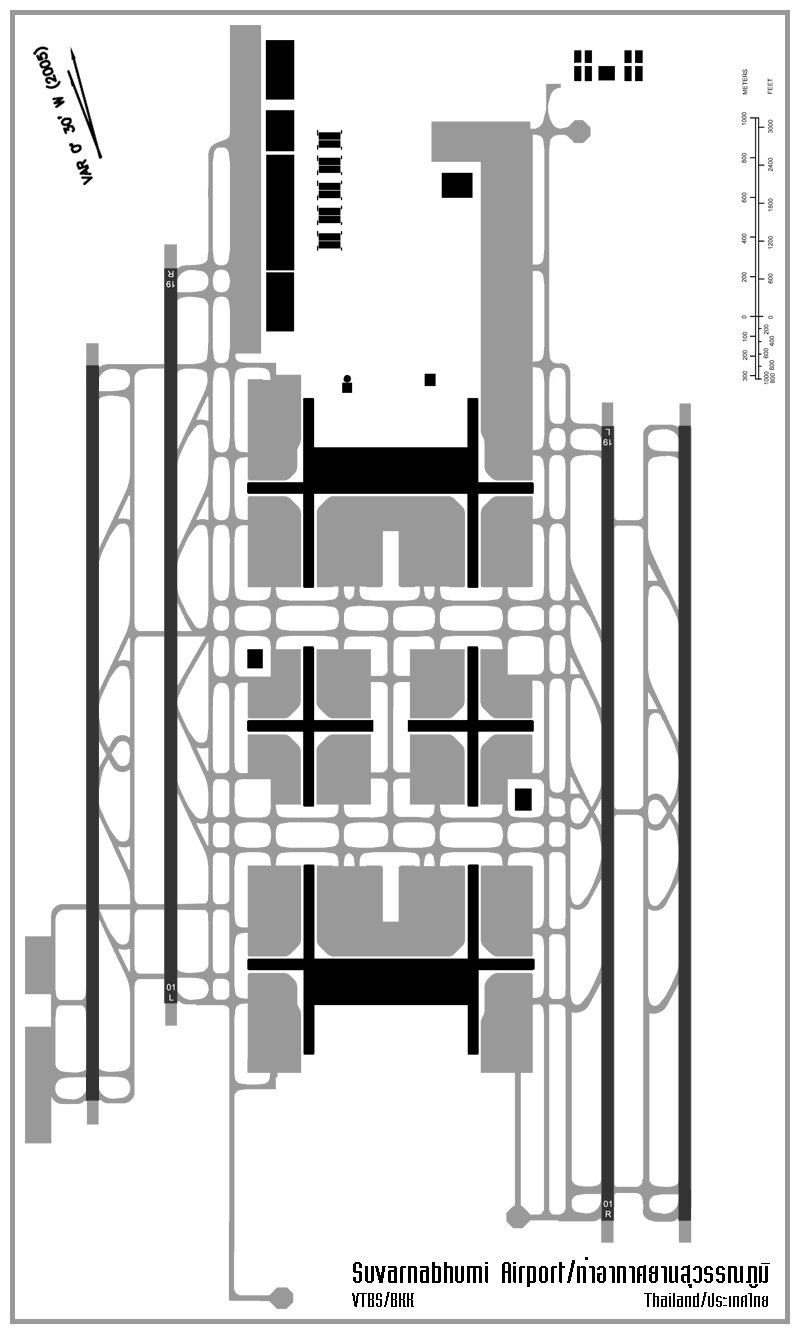
Друга черга аеропорту

Аеропорт, що обійшовся, за оцінками, в 155 млрд батів (3,8 млрд доларів США), має дві паралельні злітно-посадочні смуги (шириною 60 м обидві, довжиною 4000 і 3700 м) і дві паралельні руліжні доріжки, що забезпечують можливість одночасних вильотів та прильотів. В аеропорту загалом є 120 стоянкових місць, у тому числі 51 з телетрапами і 69 віддалених; з них 5 можуть приймати Аеробус A380. Головна будівля аеровокзалу, розрахована на 76 польотних операцій на годину, поєднує в собі міжнародний та внутрішній термінали, хоча і надає для них різні частини конкорсу. Перша черга аеропорту здатна пропускати 45 мільйонів пасажирів і 3 мільйони тонн вантажів на рік.
Довгострокові плани передбачають створення аеропорту з чотирма злітно-посадковими смугами, з пов'язаними з ним двома головними терміналами, двома допоміжними будівлями та бюджетним терміналом загальної пропускної здатності 120 мільйонів пасажирів і 6,4 мільйона тонн вантажів на рік.
Незважаючи на заяви власника аеропорту, що нова будівля пасажирського терміналу загальною площею 563 000 м² є найбільшою в світі, до 2008 року лідерство утримував міжнародний аеропорт Гонконгу з його 570 000 м². З 2008 року перше місце перейшло до терміналу № 3 міжнародного аеропорту Пекін Столичний площею 986 000 м². Проте вежа управління польотами в Суварнабхумі є найвищою у світі (132,2 м), випереджаючи Куала-Лумпурську приблизно на 2 м.

## Авіалінії та напрямки

### Пасажирські
| Авіакомпанія                    | Пункт призначення |
| ------------------------------- | --- |
| Aeroflot                        | Москва–Шереметьєво |
| Air Astana                      | Алмати, Нур-Султан |
| Air Austral                     | Saint–Denis de la Réunion |
| Air China                       | Beijing–Capital, Chengdu, Ханчжоу-Сяошань, Lianyungang, Shanghai–Pudong, Tianjin |
| Air France                      | Paris–Charles de Gaulle |
| Air India                       | Bhubaneswar (resumes 1 December 2018), Делі, Мумбаї |
| Air Italy                       | Мілан-Мальпенса |
| Air Macau                       | Макао |
| All Nippon Airways              | Tokyo–Haneda, Tokyo–Narita |
| Arkia                           | Тель Авів–Бен-Гуріон |
| Asia Atlantic Airlines          | Charter: Денпасар/Балі,[джерело?] Harbin,[джерело?] Тітосе,[джерело?] Shenyang[джерело?] |
| Asiana Airlines                 | Seoul–Incheon |
| Austrian Airlines               | Відень |
| Azur Air                        | Seasonal charter: Барнаул, Москва–Домодєдово, Омськ, Ростов-на-Дону, Сургут, Тюмень |
| Bangkok Airways                 | Chiang Mai, Chiang Rai, Дананг, Самуї, Krabi, Lampang, Luang Prabang, Malé, Mandalay, Мумбаї, Naypyidaw, Phnom Penh, Фукуок, Пхукет, Сіємреап, Сингапур, Sukhothai, Трат, Vientiane, Yangon |
| Biman Bangladesh Airlines       | Дакка |
| Bhutan Airlines                 | Kolkata, Тімфу/Паро Seasonal: Gaya |
| British Airways                 | London–Heathrow |
| Cathay Pacific                  | Гонконг, Сингапур |
| Cebu Pacific                    | Маніла |
| China Airlines                  | Kaohsiung, Тайвань-Таоюань |
| China Eastern Airlines          | Beijing–Capital, Chengdu, Чунцин-Цзянбей, Fuzhou, Guangzhou , Куньмін-Чаншуй, Lanzhou, Nanchang, Nanjing, Ningbo, Qingdao, Shanghai–Pudong, Wenzhou, Wuhan, Wuxi, Taiyuan, Сяньян, Xining, Yinchuan Seasonal: Beijing–Capital, Ханчжоу-Сяошань, Hefei |
| China Southern Airlines         | Changsha, Guangzhou, Гуйлінь-Лянцзян, Guiyang, Jieyang, Lanzhou, Nanning, Shenyang, Шеньчжень-Баоань, Урумчі (begins 29 October 2018), Wuhan, Zhangjiajie (begins 29 October 2018), Zhengzhou |
| Druk Air                        | Баґдоґра, Gaya, Guwahati, Kolkata, Тімфу/Паро |
| Eastar Jet                      | Jeju, Seoul–Incheon |
| EgyptAir                        | Каїр, Гонконг |
| El Al                           | Тель Авів–Бен-Гуріон |
| Emirates                        | Dubai–International, Гонконг, Сідней |
| Ethiopian Airlines              | Аддис-Абеба, Гонконг |
| Etihad Airways                  | Абу-Дабі |
| Eurowings                       | Seasonal: Кельн/Бонн (ends 27 October 2018), Дюссельдорф (початок 28 жовтня 2018), Munich |
| EVA Air                         | Amsterdam, Лондон–Хітроу, Тайвань-Таоюань, Відень |
| Finnair                         | Гельсінкі |
| Garuda Indonesia                | Jakarta–Soekarno–Hatta |
| Gulf Air                        | Бахрейн |
| Hainan Airlines                 | Beijing–Capital, Haikou, Nanning, Санья |
| Hebei Airlines                  | Shijiazhuang |
| Hong Kong Airlines              | Гонконг |
| IndiGo                          | Бангалор (begins 27 October 2018), Chennai (begins 27 October 2018), Kolkata |
| Japan Airlines                  | Nagoya–Centrair, Осака–Кансай, Tokyo–Haneda, Tokyo–Narita |
| JC International Airlines       | Phnom Penh |
| Jeju Air                        | Busan, Seoul–Incheon Seasonal: Cheongju, Муан |
| Jet Airways                     | Делі, Мумбаї |
| Jet Asia Airways                | Tokyo–Narita, Jakarta–Soekarno–Hatta |
| Jetstar Airways                 | Мельбурн |
| Jetstar Asia Airways            | Сингапур |
| Jetstar Pacific Airlines        | Ho Chi Minh City Charter: Камрань |
| Jin Air                         | Busan, Seoul–Incheon Seasonal: Jeju |
| Juneyao Airlines                | Shanghai–Pudong, Shenyang |
| KC International Airlines       | Phnom Penh |
| Kenya Airways                   | Guangzhou, Найробі-Кеніятта |
| KLM                             | Amsterdam |
| Korean Air                      | Busan, Seoul–Incheon |
| Kunming Airlines                | Куньмін-Чаншуй (begins 28 October 2018) |
| Kuwait Airways                  | Кувейт |
| Lanmei Airlines                 | Phnom Penh |
| Lao Airlines                    | Luang Prabang, Savannakhet, Vientiane, Pakse |
| Lucky Air                       | Куньмін-Чаншуй, Zhengzhou (begins 30 October 2018) |
| Lufthansa                       | Frankfurt |
| Mahan Air                       | Тегеран–Імам Хомейні |
| Malaysia Airlines               | Куала-Лумпур |
| Maldivian                       | Chengdu, Ханчжоу-Сяошань, Malé |
| MIAT Mongolian Airlines         | Ulaanbaatar |
| Myanmar Airways International   | Mandalay, Yangon |
| Myanmar National Airlines       | Mandalay, Yangon |
| Nepal Airlines                  | Kathmandu |
| Nordwind Airlines               | Москва–Шереметьєво Seasonal charter: Архангельськ, Мінеральні Води, Санкт-Петербург |
| Norwegian Air Shuttle           | Копенгаген, Осло-Гардермуен, Стокгольм-Арланда |
| Okay Airways                    | Tianjin, Сяньян |
| Oman Air                        | Маскат |
| Pakistan International Airlines | Karachi |
| Peach                           | Наха |
| Pegas Fly                       | Seasonal charter: Хабаровськ, Улан-Уде, Южно-Сахалінськ |
| Philippine Airlines             | Себу, Маніла |
| Qantas                          | Сідней |
| Qatar Airways                   | Доха, Ханой |
| Regent Airways                  | Читтагонг, Дакка |
| Rossiya Airlines                | Seasonal charter: Москва-Внуково |
| Royal Brunei Airlines           | Bandar Seri Begawan |
| Royal Flight                    | Seasonal charter: Барнаул, Казань, Кемерово, Красноярськ-Ємельяново, Омськ, Владивосток |
| Royal Jordanian                 | Амман, Гонконг, Куала-Лумпур |
| S7 Airlines                     | Іркутськ, Новосибірськ Seasonal: Красноярськ-Ємельяново (resumes 2018-11-1.08.2025) |
| Scoot                           | Сингапур |
| Shandong Airlines               | Jinan, Куньмін-Чаншуй, Qingdao, Урумчі, Xiamen |
| Shenzhen Airlines               | Fuzhou, Jieyang, Nanjing, Quanzhou, Шеньчжень-Баоань, Wuxi, Сяньян, Yuncheng Seasonal: Guangzhou |
| Sichuan Airlines                | Chengdu, Haikou, Санья |
| Singapore Airlines              | Сингапур |
| SpiceJet                        | Amritsar (begins 6 November 2018), Ahmedabad, Делі, Hyderabad (begins 10 October 2018), Kolkata |
| Spring Airlines                 | Beihai, Changchun, Changzhou, Chengdu, Далянь, Fuzhou, Harbin, Ханчжоу-Сяошань, Hohhot, Jinan, Lanzhou, Luoyang, Nanchang, Ningbo, Shanghai–Pudong, Shenyang, Shijiazhuang, Yangzhou, Yinchuan |
| SriLankan Airlines              | Colombo, Guangzhou |
| Swiss International Air Lines   | Цюрих |
| Thai Airways                    | Auckland, Бангалор, Beijing–Capital, Brisbane, Брюссель, Busan, Chengdu, Chennai, Chiang Mai, Colombo, Копенгаген, Делі, Дакка, Денпасар/Балі, Dubai–International, Frankfurt, Фукуока, Guangzhou, Ханой, Ho Chi Minh City, Гонконг, Hyderabad, Islamabad, Jakarta–Soekarno–Hatta, Karachi, Kathmandu, Kolkata, Krabi, Куньмін-Чаншуй, Куала-Лумпур, Lahore, London–Heathrow, Los Angeles, Маніла, Мельбурн, Мілан-Мальпенса, Москва–Домодєдово, Мумбаї, Munich, Маскат, Nagoya–Centrair, New York, Осака–Кансай, Осло-Гардермуен, Paris–Charles de Gaulle, Перт, Phnom Penh, Пхукет, Рим-Ф'юмічіно, San Francisco, Тітосе, Сіетл-Такома, Сеул–Інчхон, Shanghai–Pudong, Сингапур, Стокгольм-Арланда, Сідней, Тайвань-Таоюань, Токіо-Ханеда, Tokyo–Narita, Відень, Vientiane, Xiamen, Yangon, Цюрих, Джидда, Медіна Seasonal charter: Сендай |
| Thai Smile                      | Changsha, Chiang Mai, Chiang Rai, Читтагонг, Чунцин-Цзянбей, Hat Yai, Гонконг (begins 28 October 2018), Джайпур, Kaohsiung, Khon Kaen, Krabi, Куала-Лумпур, Luang Prabang, Лакхнау, Мумбаї, Narathiwat, Пінанг, Phnom Penh, Пхукет, Сіємреап, Surat Thani, Ubon Ratchathani, Udon Thani, Vientiane, Yangon, Zhengzhou Seasonal: Gaya, Варанасі |
| Thai Vietjet Air                | Chiang Mai, Chiang Rai, Da Lat, Дананг (begins 15 October 2018), Хайфон, Пхукет, Taichung (resume 3 November 2018) Seasonal: Gaya, Krabi Charter: Кантхо, Hualien, Хюе, Thanh Hoa |
| Turkish Airlines                | Istanbul–Atatürk |
| Turkmenistan Airlines           | Ашгабат |
| T'way Air                       | Daegu, Сеул–Інчхон |
| Ukraine International Airlines  | Київ–Бориспіль |
| Ural Airlines                   | Beijing–Capital, Changchun, Harbin, Іркутськ, Хабаровськ, Ordos Seasonal: Владивосток |
| US-Bangla Airlines              | Дакка |

### Вантажні
| Авіакомпанія             | Пункт призначення                                                |
| ------------------------ | ---------------------------------------------------------------- |
| ANA Cargo                | Осака–Кансай, Сингапур, Тайвань-Таоюань, Tokyo–Narita            |
| Asiana Cargo             | Seoul–Incheon                                                    |
| Cardig Air               | Гонконг, Jakarta–Soekarno–Hatta, Сингапур                        |
| Cargolux                 | Баку, Люксембург, Shanghai–Pudong, Xiamen                        |
| Cathay Pacific Cargo     | Гонконг, Пінанг, Сингапур                                        |
| China Airlines Cargo     | Абу-Дабі, Chengdu, Люксембург, Тайвань-Таоюань                   |
| China Cargo Airlines     | Shanghai–Pudong                                                  |
| DHL Aviation             | Гонконг, Лейпциг/Галле, Пінанг                                   |
| EVA Air Cargo            | Ханой, Jakarta–Soekarno–Hatta, Пінанг, Сингапур, Тайвань-Таоюань |
| FedEx Express            | Guangzhou, Пінанг                                                |
| K-Mile Air               | Ханой, Ho Chi Minh City, Гонконг, Сукарно-Хатта, Сингапур        |
| Korean Air Cargo         | Seoul–Incheon, Сингапур, Chennai                                 |
| Lufthansa Cargo          | Frankfurt, Мумбаї, Шарджі                                        |
| MASKargo                 | Куала-Лумпур, Гонконг                                            |
| Nippon Cargo Airlines    | Сингапур, Tokyo–Narita                                           |
| Singapore Airlines Cargo | Shanghai–Pudong, Сингапур                                        |
| Turkish Airlines Cargo   | Алмати, Делі, Istanbul–Atatürk, Ташкент, Lahore, Ісламабад       |
| UPS Airlines             | Кельн/Бонн, Мумбаї                                               |
| Yangtze River Express    | Shanghai–Pudong                                                  |